# خطوط بيمان بنغلاديش الجوية
خطوط بيمان بنغلاديش الجوية (بالبنغالية: বিমান বাংলাদেশ এয়ারলাইনস)‏ هي الناقل الوطني لبنغلاديش، إذ تتمركز في مطار شاه جلال الدولي في دكا وكذلك تدير رحلات من مركزها الثانوي في مطار شاه أمانات الدولي في شيتاغونغ وأيضا من مطار عثماني الدولي في سيلهيت، فالشركة تقدم خدماتها للمسافرين والشحن على الصعيد المحلي والعالمي، كما أنها تقوم بتوفير رحلات للحجاج من وإلى مكة.

## الأسطول

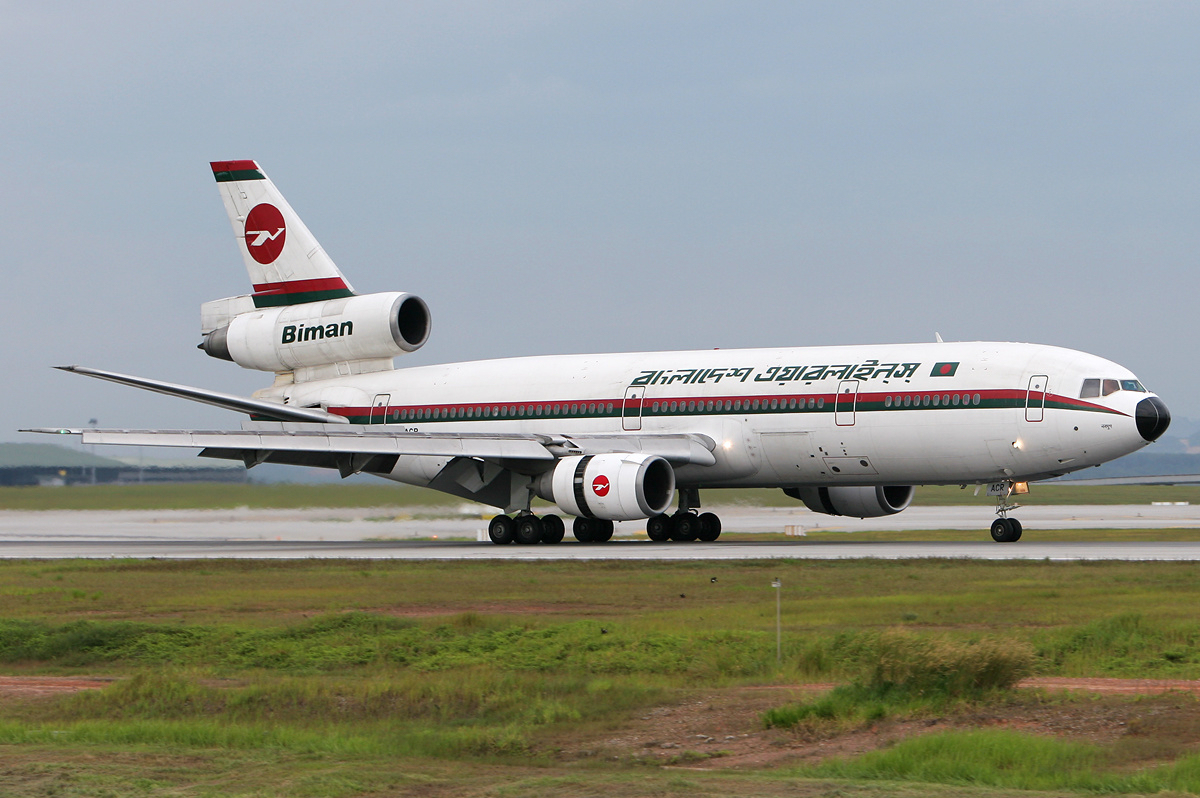
دي سي-10 تابعة لخطوط بيمان بنغلاديش الجوية

اعتبارًا من أكتوبر 2022 تشغل خطوط بيمان بنغلاديش الجوية الطائرات التالية:
| الطائرة                        | في الخدمة | مطلوبة | الركاب       | الركاب            | الركاب   | الركاب  | ملاحظات                            |
| الطائرة                        | في الخدمة | مطلوبة | رجال الأعمال | السياحية المتميزة | السياحية | المجموع | ملاحظات                            |
| ------------------------------ | --------- | ------ | ------------ | ----------------- | -------- | ------- | ---------------------------------- |
| Boeing 737-800                 | 6         | —      | 12           | —                 | 150      | 162     | [ 4 ] [ 5 ] [ 6 ]                  |
| بوينغ 777                      | 4         | —      | 35           | —                 | 384      | 419     | [ 4 ]                              |
| بوينغ 787                      | 4         | —      | 24           | —                 | 247      | 271     | [ 7 ] [ 8 ]                        |
| بوينغ 787                      | 2         | —      | 30           | 21                | 247      | 298     | [ 9 ]                              |
| De Havilland Canada Dash 8-400 | 5         | 1      | —            | —                 | 74       | 74      | [ 10 ] [ 11 ] [ 12 ] [ 13 ] [ 14 ] |
| المجموع                        | 21        | 1      |              |                   |          |         |                                    |